# Pace teritorială
Pacea teritorială (în germană Landfriede sau Landfrieden, în latină constitutio pacis, pax instituta, de asemenea pax jurata) era în dreptul medieval o pace instituită contractual la nivel teritorial prin care conducătorul teritoriului respectiv renunța la folosirea violenței la care putea legitim recurge pentru punerea în aplicare a drepturilor sale legale. Pacea teritorială afecta în primul rând dreptul suveranului la răzbunare sângeroasă având, de asemenea, înțelesul de pace publică.

## Caracteristici și conținut
Acordurile de pace teritorială constituiau baza politică pentru punerea în practică a drepturilor legale fără recurgea la violență privată. Acestea reglementau adesea și competența judecătorească făcând astfel posibilă soluționarea litigiilor prin hotărâri bazate pe reguli generale. Încălcările sau amenințările la adresa liniștii publice puteau fi pedepsite sângeros. Astfel puteau fi puse sub protecție obiecte, clădiri (ca biserici, case, mori, unelte agricole, poduri) și mai ales drumuri imperiale (aflate sub administrarea regală directă) și persoane (clerici, pelerini, negustori, femei, de asemenea fermieri, vânători și pescari în exercitarea meseriei lor). Instituirea păcii terioriale a cauzat apariția unui tip de execuție sumară (prin care o persoană acuzată de crimă sau de activități subversive era pedepsită imediat cu moartea fără a avea dreptul la un proces) și, de asemenea, a unor curți de judecată speciale (în germană Landfriedensgerichte).

## Evoluție
Începând din secolul al XI-lea „Mișcarea pentru pace teritorială” (Landfriedensbewegung) a fost continuarea „Păcii lui Dumnezeu” (în latină Pax Dei) - o mișcare spirituală și socială datând din secolul al X-lea, organizată de Biserica Catolică și susținută de puterea civilă cu scopul de a realiza o pacificare a lumii creștine occidentale și de a controla utilizarea violenței în societate.
Prima pace teritorială imperială (în germană Reichslandfriede) a fost creată de Henric al IV-lea, așa-numita „Prima pace imperială de la Mainz” din 1103, după ce tot el proclamase în 1085 Pacea divină a Bisericii de la Mainz. În 1152 Frederic I Barbarossa a anunțat „Marea pace imperială” care a fost extinsă la întreg teritoriul imperiului. Această pace era un act statutar și reprezenta o alianță temporară pentru guvernare. 
Cele mai importante două păci imperiale (din 1235 și 1495) au fost deja decrete asemănătoare unei legi și aveau mai puțin caracterul de alianță. Frederic al II-lea a proclamat  în 1235 „Pacea imperială de la Mainz” (Mainzer Landfrieden). Pentru prima dată un astfel de decret care proclama pacea a fost scris în două limbi (în limba latină și în limba germană) având semnificația unui act constituțional care era valabil pe întreg teritoriul imperiului. Această pace s-a încheiat în 1495 cu „Pacea eternă” (Ewige Landfriede) prin care a fost instituită o pace pe durată nelimitată pentru întreg teritoriul Sfântului Imperiu Roman.
Asemănător păcilor imperiale instituite în secolul al XIII-lea, începând din secolul al XIV-lea au existat numeroase alianțe de pace teritorială, regională și locală, bazate pe temeiuri juridice și adaptate la condițiile locale potrivit legilor imperiale. În funcție de constelația politică, partenerii contractuali au fost primari ai orașelor imperiale, suverani teritoriali (Landesherren) și, de asemenea, episcopii-principi. Cele mai cunoscute alianțe de pace teritorială sunt:
- Ligile diferitelor orașe dintre anii 1246 și 1488;
- Pacea de la Pingsheim din 1279;
- Pacea de la Wankum din 1279;
- Alianța de pace de la Rostock din 1283;
- Alianțele de pace din Westfalia din anii 1298, 1358,[1] 1371, 1387 și 1392;[2]
- Pacea celor „șapte țări maritime” (astfel denumite fiind țările Provinciei Frizia de la Marea Nordului ce numărau de fapt mai mult de șapte teritorii) sau așa-numitele  „Legi de la Upstalsboom” din 1323;
- Pacea (împăratului) de la Lauterer din 1333;[3]
- Alianța de pace din Turingia din 1338;
- Pacea francilor din 1349;[4]
- Alianța de pace de la Meuse-Rhin din 1351;
- Alianța de pace de la Magdeburg din 1363;
- Pacea de la Eger din 1376;
- Pacea din Boemia din 1440;
- Pacea de la Kappel din 1531;
- Liga Landsberg din 1556.